# Sophronica nigritosuturalis
Sophronica nigritosuturalis är en skalbaggsart som beskrevs av Stefan von Breuning 1978. Sophronica nigritosuturalis ingår i släktet Sophronica och familjen långhorningar. Inga underarter finns listade i Catalogue of Life.